# Уряд Наталії Гаврилиці
Уряд Наталії Гаврилиці — колишній уряд Молдови на чолі з колишнім міністром фінансів Наталією Гаврилицею. Затверджений 6 серпня 2021, пішов у відставку 16 лютого 2023 року.

## Історія
У січні 2021 року президент Мая Санду висунула Наталію Гаврилицю на посаду прем'єр-міністра, втім, зазначила, що «єдиним виходом із кризи» вважає дострокові вибори. На засіданні парламенту 11 лютого парламент Молдови відхилив кандидатуру Гаврилиці, за її призначення не проголосував жоден кандидат. Того ж дня Санду вдруге подала її кандидатуру, однак Конституційний суд за зверненням ПСРМ визнав наказ про її призначення неконституційним. У березні 2021 року Санду висунула другу кандидатуру — виконувача обов'язків лідера партії «Дія і Солідарність» Ігора Гросу. ПСРМ знову подала до суду, вказуючи на можливу неконституційність висунення кандидатури Ігоря Гросу, пояснюючи це тим, що новий кандидат не матиме достатньої більшості голосів у парламенті для затвердження. Конституційний суд визнав указ про призначення Гросу конституційним, що дозволяло в разі відхилення парламентом його кандидатури провести парламентські вибори. Через відсутність кворуму, засідання 25 березня 2021 року, на якому Гросу представляв програму, та слухання щодо його призначення не відбулись. Друга невдала спроба сформувати уряд дозволила провести позачергові парламентські вибори.
За результатами дострокових парламентських виборів пропрезидентська партія «Дія і Солідарність» здобула 63 мандати зі 101, що дозволило самостійно сформувати уряд. 6 серпня 2021 року парламент схвалив призначення Гаврилиці. За вотум довіри новому уряду та програму діяльності «Молдова хороших часів» проголосував 61 депутат пропрезидентської партії «Дія і Солідарність» з присутніх 94.
Гаврилиця стала третьою жінкою на посаді прем'єр-міністра після Зінаїди Гречаний та Маї Санду (за виключенням виконувачки обов'язків прем'єр-міністра Наталії Герман). Після її призначення виконавчу владу в країні очолили жінки.
Наталія Гаврилиця оголосила про відставку 10 лютого 2023 року. 16 лютого пішла у відставку зі своїм урядом; присягу склав уряд Доріна Речана.

## Склад уряду
Уряд містив 13 міністерств, на відміну від попередніх, що містили 9 міністерств. Міністерство охорони здоров'я, Міністерство праці та соціального захисту, Міністерство освіти, Міністерство культури, Міністерство транспорту та Міністерство регіонального розвитку та інфраструктури знову стали окремими відомствами. Окрім цього, до уряду повернулось Міністерство довкілля.
Склад уряду подано станом на лютий 2023 року.
| Посада                                                        | Міністр                | Початок терміну   | Кінець терміну    | Партія | Партія     |
| ------------------------------------------------------------- | ---------------------- | ----------------- | ----------------- | ------ | ---------- |
| Прем'єр-міністр                                               | Наталія Гаврилиця      | 6 серпня 2021     | Чинна             |        | ПДС        |
| Віцепрем'єр-міністри                                          |                        |                   |                   |        |            |
| Віцепрем'єр-міністр                                           | Ніку Попеску           | 6 серпня 2021     | Чинний            |        | незалежний |
| Віцепрем'єр-міністр                                           | Андрій Спину           | 6 серпня 2021     | Чинний            |        | ПДС        |
| Віцепрем'єр-міністр з реінтеграції                            | Влад Кульмінський      | 6 серпня 2021     | 5 листопада 2021  |        | незалежний |
| Віцепрем'єр-міністр з реінтеграції                            | Олег Серебрян          | 5 листопада 2021  | Чинний            |        | незалежний |
| Віцепрем'єр-міністр з діджиталізації                          | Юріє Цуркану           | 6 серпня 2021     | Чинний            |        | незалежний |
| Міністри                                                      |                        |                   |                   |        |            |
| Міністр інфраструктури та регіонального розвитку              | Андрій Спину           | 6 серпня 2021     | Чинний            |        | ПДС        |
| Міністр закордонних справ та європейської інтеграції          | Ніку Попеску           | 6 серпня 2021     | Чинний            |        | незалежний |
| Міністр юстиції                                               | Серджіу Литвиненко     | 6 серпня 2021     | Чинний            |        | ПДС        |
| Міністр охорони здоров'я                                      | Ала Немеренко          | 6 серпня 2021     | Чинна             |        | незалежна  |
| Міністр оборони                                               | Анатолій Носатий       | 6 серпня 2021     | Чинний            |        | незалежний |
| Міністр внутрішніх справ Молдови                              | Анна Ревенко           | 6 серпня 2021     | Чинна             |        | незалежна  |
| Міністр освіти та досліджень                                  | Анатоліє Топале        | 6 серпня 2021     | Чинний            |        | незалежний |
| Міністр економіки                                             | Серджіу Гайбу          | 6 серпня 2021     | Чинний            |        | незалежний |
| Міністр фінансів                                              | Думітру Будянські      | 6 серпня 2021     | Чинний            |        | ПДС        |
| Міністр довкілля                                              | Юліана Кантараджиу     | 6 серпня 2021     | 7 жовтня 2022     |        | ПДС        |
| Міністр довкілля                                              | Владимир Болеа (в. о.) | 7 жовтня 2022     | 16 листопада 2022 |        | ПДС        |
| Міністр довкілля                                              | Родика Іорданов        | 16 листопада 2022 | Чинна             |        | Незалежна  |
| Міністр культури                                              | Серджіу Продан         | 6 серпня 2021     | Чинний            |        | незалежний |
| Міністр праці та соціального захисту                          | Марчел Спетарь         | 6 серпня 2021     | Чинний            |        | незалежний |
| Міністр сільського господарства та продовольчої промисловості | Віорел Герчу           | 6 серпня 2021     | 8 липня 2022      |        | незалежний |
| Міністр сільського господарства та продовольчої промисловості | Владимир Болеа         | 8 липня 2022      | Чинний            |        | ПДС        |
| Урядовці за посадою                                           |                        |                   |                   |        |            |
| Башкан Гагаузії                                               | Ірина Влах             | 15 квітня 2015    | Чинна             |        | незалежна  |